# Harry Droog
Henricus Antonius "Harry" Droog (født 17. december 1944 i Beemster, Holland) er en hollandsk tidligere roer.
Droog deltog i dobbeltsculler ved OL 1968 i Mexico City, sammen med Leendert van Dis. Parret blev nummer to i sit indledende heat og nummer tre i semifinalen. I finalen førte hollænderne det meste af løbet, inden de på de sidste 500 m blev indhentet af Aleksandr Timosjinin og Anatolij Sass fra Sovjetunionen, der vandt guld, så de måtte tage til takke med sølv, mens amerikanerne John Nunn og Bill Maher vandt bronze.

## OL-medaljer
- 1968:  Sølv i dobbeltsculler